# Nowa Studnica
Nowa Studnica est un village de Pologne, situé dans la gmina de Tuczno, dans le powiat de Wałcz, dans la voïvodie de Poméranie occidentale.

## Histoire
De 1815 à 1945, Neu Stüdnitz fait partie de l'arrondissement d'Arnswalde dans le district de Francfort au sein de la province de Brandebourg.